# Filmjahr 1984
Liste der Filmjahre

◄◄ | ◄ | 1980 | 1981 | 1982 | 1983 | Filmjahr 1984 | 1985 | 1986 | 1987 | 1988 | ► | ►►

Weitere Ereignisse

## Ereignisse
- 6. April: Uraufführung von Die unendliche Geschichte (Regie: Wolfgang Petersen). Dieser nach dem gleichnamigen Roman Michael Endes entstandene Film erweist sich später als die erfolgreichste deutsche Produktion in den Vereinigten Staaten.
- 16. Mai: Im Rahmen des dritten Nationalen Spielfilmfestivals der DDR wird der DEFA-Jugendfilm Erscheinen Pflicht von Helmut Dziuba uraufgeführt. Trotz einer lobenden Erwähnung wird der Film wegen seines gesellschaftskritischen Inhalts erst nach der Wende1990 im DDR-Fernsehen gezeigt.
- 26. Oktober: James Camerons Science-Fiction-Film Terminator mit Arnold Schwarzenegger und Linda Hamilton in den Hauptrollen kommt in den Vereinigten Staaten in die Kinos.
- TriStar Pictures, ein Gemeinschaftsunternehmen von Columbia Pictures, HBO, und CBS veröffentlichen mit Where the Boys Are ’84 ihren ersten Film.
- Mit Richard Pearces Country, Robert Bentons Ein Platz im Herzen und Mark Rydells Menschen am Fluß starten gleich drei US-amerikanische Heimatmelodrame, die die Geschichte von störrischen und mutigen Farmern erzählen, die entschlossen sind, ihren Familienbesitz gegen die Ansprüche der Bank zu verteidigen. Mit Sissy Spacek (Menschen am Fluß), Jessica Lange (Country) und Sally Field (Ein Platz im Herzen) werden alle drei Hauptdarstellerinnen der so genannten „save the farm“-Filme für die renommierten US-amerikanischen Filmpreise Golden Globe und Oscar nominiert.
- Die Filmzeitschrift epd Film erscheint erstmals.
- Die Sieger der BRAVO Otto Leserwahl 1984:
  - Kategorie – männliche Filmstars: Gold Harrison Ford, Silber Noah Hathaway, Bronze Kevin Bacon
  - Kategorie – weibliche Filmstars: Gold Tami Stronach, Silber Jennifer Beals, Bronze Lori Singer

## Erfolgreichste Filme

### Top 10 in Deutschland
Die zehn erfolgreichsten Filme an den deutschen Kinokassen nach Besucherzahlen (Stand: 17. November 2018):
| Platz           | Filmtitel                                       | Besucher  |
| --------------- | ----------------------------------------------- | --------- |
| 1.              | Police Academy – Dümmer als die Polizei erlaubt | 5.187.443 |
| 2.              | Die unendliche Geschichte                       | 4.822.676 |
| 3.              | Indiana Jones und der Tempel des Todes          | 3.852.364 |
| 4.              | Amadeus                                         | 3.627.063 |
| 5.              | Sag niemals nie                                 | 3.583.930 |
| 6.              | Gremlins – Kleine Monster                       | 3.143.289 |
| 7.              | Auf dem Highway ist wieder die Hölle los        | 2.921.895 |
| 8.              | Zwei Nasen tanken Super                         | 2.380.797 |
| 9.              | Es war einmal in Amerika                        | 2.319.953 |
| 10.             | Didi – Der Doppelgänger                         | 2.191.965 |
| Kinostarts 1984 |                                                 |           |

### Top 10 in den Vereinigten Staaten
Die zehn erfolgreichsten Filme an den US-amerikanischen Kinokassen nach Einspielergebnis.
| Platz | Filmtitel                            | Einspielergebnis in US-Dollar |
| ----- | ------------------------------------ | ----------------------------- |
| 1.    | Ghostbusters                         | 229.242.989                   |
| 2.    | Beverly Hills Cop                    | 224.760.478                   |
| 3.    | Indiana Jones and the Temple of Doom | 179.870.271                   |
| 4.    | Gremlins                             | 153.083.102                   |
| 5.    | The Karate Kid                       | 90.815.558                    |
| 6.    | Police Academy                       | 81.198.894                    |
| 7.    | Footloose                            | 80.035.402                    |
| 8.    | Romancing the Stone                  | 76.572.238                    |
| 9.    | Star Trek III: The Search for Spock  | 76.471.076                    |
| 10.   | Splash                               | 69.821.334                    |

### In anderen Staaten
| Land        | Filmtitel                            | Einspielergebnis/ Besucher       |                      |
| ----------- | ------------------------------------ | -------------------------------- | -------------------- |
| Brasilien   | Gremlins                             | 1.505.985 $                      | [ 5 ]                |
| Frankreich  | Marche à l'ombre                     | 6.168.425 Bes.                   | [ 6 ]                |
| Indien      | Tohfa                                | 90.000.000 ₹                     | [ 7 ]                |
| Italien     | Indiana Jones and the Temple of Doom | 838.309 Bes.                     | [ 8 ]                |
| Japan       | Indiana Jones and the Temple of Doom | 3.200.000.000 ¥                  | [ 9 ]                |
| Südkorea    | A計劃 (Der Superfighter)             | 1.189.308.000 ₩ / 396.436 Bes.   | [ 10 ] [ 11 ] [ 12 ] |
| Sowjetunion | Disco Dancer                         | 60. Mio. Rubel / 60.900.000 Bes. | [ 13 ] [ 14 ]        |
| Spanien     | Gremlins                             | 4.255.642 $ / 3.202.047 Bes.     | [ 15 ] [ 5 ]         |

## Filmpreise

### Golden Globe Award
Am 28. Januar findet im Beverly Hilton Hotel in Los Angeles die Golden-Globe-Verleihung statt.
- Bestes Drama: Zeit der Zärtlichkeit von James L. Brooks
- Bestes Musical/Komödie: Yentl von Barbra Streisand
- Bester Schauspieler (Drama): Tom Courtenay in Ein ungleiches Paar und Robert Duvall in Comeback der Liebe
- Beste Schauspielerin (Drama): Shirley MacLaine in Zeit der Zärtlichkeit
- Bester Schauspieler (Musical/Komödie): Michael Caine in Rita will es endlich wissen
- Beste Schauspielerin (Musical/Komödie): Julie Walters in Rita will es endlich wissen
- Bester Nebendarsteller: Jack Nicholson in Zeit der Zärtlichkeit
- Beste Nebendarstellerin: Cher in Silkwood
- Bester Regisseur: Barbra Streisand für Yentl
- Cecil B. DeMille Award: Paul Newman

### Academy Awards
Die Oscarverleihung findet am 9. April im Dorothy Chandler Pavilion in Los Angeles statt. Moderator ist Johnny Carson
- Bester Film: Zeit der Zärtlichkeit von James L. Brooks
- Bester Hauptdarsteller: Robert Duvall in Comeback der Liebe
- Beste Hauptdarstellerin: Shirley MacLaine in Zeit der Zärtlichkeit
- Bester Regisseur: James L. Brooks für Zeit der Zärtlichkeit
- Bester Nebendarsteller: Jack Nicholson in Zeit der Zärtlichkeit
- Beste Nebendarstellerin: Linda Hunt in Ein Jahr in der Hölle
- Beste Filmmusik: Bill Conti für Der Stoff, aus dem die Helden sind
- Bester fremdsprachiger Film: Fanny und Alexander von Ingmar Bergman
- Ehrenoscar: Hal Roach

Vollständige Liste der Preisträger

### Internationale Filmfestspiele von Cannes 1984
Das Festival beginnt am 11. Mai und endet am 23. Mai. Die Jury unter Präsident Dirk Bogarde vergibt folgende Preise:
- Goldene Palme: Paris, Texas von Wim Wenders
- Bester Schauspieler: Francisco Rabal und Alfredo Landa in Die heiligen Narren
- Beste Schauspielerin: Helen Mirren in Cal
- Beste Regie: Bertrand Tavernier für Ein Sonntag auf dem Lande
- Großer Preis der Jury: Tagebuch meiner Kindheit von Márta Mészáros

### Internationale Filmfestspiele Berlin 1984
Das Festival beginnt am 17. Februar und endet am 28. Februar. Die Jury unter Präsidentin Liv Ullmann vergibt folgende Preise:
- Goldener Bär: Love Streams von John Cassavetes
- Bester Schauspieler: Albert Finney in Ein ungleiches Paar
- Beste Schauspielerin: Inna Churikova in Frontromanze

### Filmfestspiele von Venedig

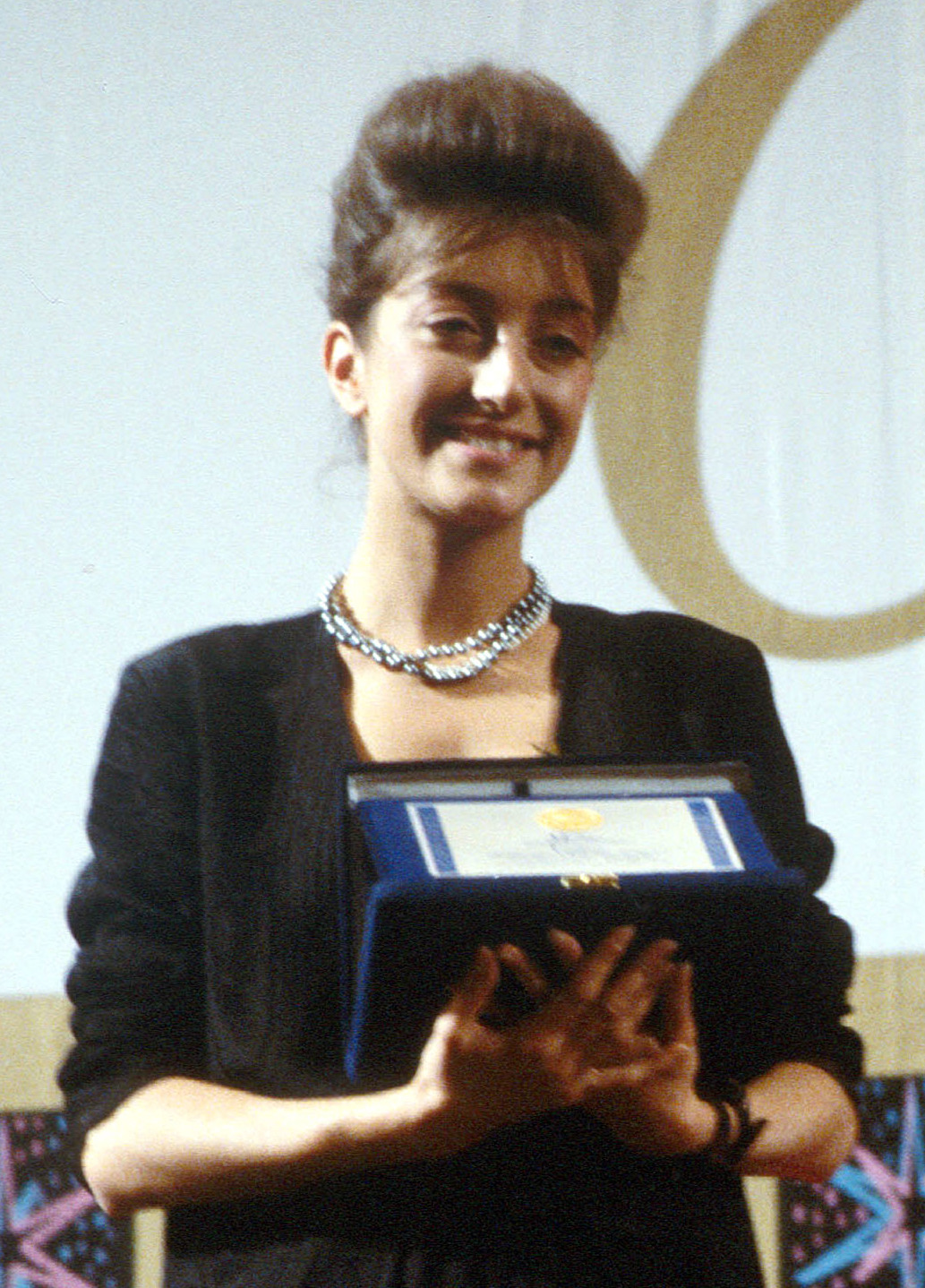
Pascale Ogier mit ihrer Auszeichnung für Vollmondnächte in Venedig

Die Jury unter Präsident Michelangelo Antonioni vergibt folgende Preise:
- Goldener Löwe: Ein Jahr der ruhenden Sonne von Krzysztof Zanussi
- Bester Schauspieler: Naseeruddin Shah in Paar
- Beste Schauspielerin: Pascale Ogier in Vollmondnächte
- Großer Preis der Jury: Die Günstlinge des Mondes (Les favoris de la lune) von Otar Iosseliani

### Deutscher Filmpreis
- Bester Film: Wo die grünen Ameisen träumen von Werner Herzog
- Beste Regie: Josef Rusnak für Kaltes Fieber und Uwe Schrader für Kanakerbraut
- Beste Hauptdarstellerin: Marie Colbin für Der Fall Bachmeier – Keine Zeit für Tränen und Nina Hoger für Flucht nach vorn
- Bester Hauptdarsteller: Horst Buchholz für Wenn ich mich fürchte

### Nationales Spielfilmfestival der DDR
- Bester Film: Der Aufenthalt von Frank Beyer
- Beste Regie: Frank Beyer für Der Aufenthalt
- Bester Hauptdarsteller: Franciszek Pieczka in Fariaho
- Beste Hauptdarstellerin: Inge Keller und Judy Winter in Ärztinnen und Marion Wiegmann in Kaskade rückwärts
- Bester Nebendarsteller: Peter Sodann in Erscheinen Pflicht
- Beste Nebendarstellerin: Monika Lennartz in Insel der Schwäne und Simone von Zglinicki in Erscheinen Pflicht

### César
- Bester Film: Le Bal – Der Tanzpalast von Ettore Scola und Auf das, was wir lieben von Maurice Pialat
- Beste Regie: Ettore Scola für Le Bal – Der Tanzpalast
- Bester Hauptdarsteller: Coluche für Am Rande der Nacht
- Beste Hauptdarstellerin: Isabelle Adjani für Ein mörderischer Sommer
- Bester Nebendarsteller: Richard Anconina für Am Rande der Nacht
- Beste Nebendarstellerin: Suzanne Flon für Ein mörderischer Sommer
- Bester ausländischer Film: Fanny und Alexander von Ingmar Bergman

### British Academy Film Award
- Bester Film: Rita will es endlich wissen von Lewis Gilbert
- Beste Regie: Bill Forsyth für Local Hero
- Bester Hauptdarsteller: Michael Caine für Rita will es endlich wissen und Dustin Hoffman für Tootsie
- Beste Hauptdarstellerin: Julie Walters für Rita will es endlich wissen
- Bester Nebendarsteller: Denholm Elliott für Die Glücksritter
- Beste Nebendarstellerin: Jamie Lee Curtis für Die Glücksritter
- Bester fremdsprachiger Film: Danton von Andrzej Wajda

### New York Film Critics Circle Award
- Bester Film: Reise nach Indien von David Lean
- Beste Regie: David Lean für Reise nach Indien
- Bester Hauptdarsteller: Steve Martin in Solo für 2
- Beste Hauptdarstellerin: Peggy Ashcroft in Reise nach Indien
- Bester Nebendarsteller: Ralph Richardson in Greystoke – Die Legende von Tarzan, Herr der Affen
- Beste Nebendarstellerin: Christine Lahti in Swing Shift – Liebe auf Zeit
- Beste Kamera: Chris Menges für The Killing Fields – Schreiendes Land
- Bester ausländischer Film: Ein Sonntag auf dem Lande von Bertrand Tavernier

### National Board of Review
- Bester Film: Reise nach Indien von David Lean
- Beste Regie: David Lean für Reise nach Indien
- Bester Hauptdarsteller: Victor Banerjee in Reise nach Indien
- Beste Hauptdarstellerin: Peggy Ashcroft in Reise nach Indien
- Bester Nebendarsteller: John Malkovich in Ein Platz im Herzen
- Beste Nebendarstellerin: Sabine Azéma in Ein Sonntag auf dem Lande
- Bester fremdsprachiger Film: Ein Sonntag auf dem Lande von Bertrand Tavernier

### Los Angeles Film Critics Association Awards
- Bester Film: Amadeus von Miloš Forman
- Beste Regie: Miloš Forman für Amadeus
- Bester Hauptdarsteller: F. Murray Abraham in Amadeus und Albert Finney in Unter dem Vulkan
- Beste Hauptdarstellerin: Kathleen Turner in China Blue bei Tag und Nacht und Auf der Jagd nach dem grünen Diamanten
- Bester Nebendarsteller: Adolph Caesar in Sergeant Waters – Eine Soldatengeschichte
- Beste Nebendarstellerin: Peggy Ashcroft in Reise nach Indien
- Bester fremdsprachiger Film: Der vierte Mann von Paul Verhoeven

### Weitere Filmpreise und Auszeichnungen
- AFI Life Achievement Award: Lillian Gish
- Brussels International Fantastic Film Festival: Nightmares von Joseph Sargent
- David di Donatello: Le Bal – Der Tanzpalast und Fellinis Schiff der Träume (Bester italienischer Film) und Fanny und Alexander (Bester ausländischer Film)
- Deutscher Kritikerpreis: Edgar Reitz
- Directors Guild of America Award: James L. Brooks für Zeit der Zärtlichkeit, Orson Welles (Lebenswerk)
- Ernst-Lubitsch-Preis: Gerhard Polt für Kehraus
- Evening Standard British Film Award: The Ploughman's Lunch von Richard Eyre
- Gilde-Filmpreis: Carmen von Carlos Saura und Gandhi von Richard Attenborough (beide Gold ausländischer Film), Kehraus von Hanns Christian Müller (Gold deutscher Film), Die Heartbreakers von Peter F. Bringmann (Silber deutscher Film)
- Goldener Leopard: Stranger than Paradise von Jim Jarmusch
- Helmut-Käutner-Preis: Wolfgang Staudte
- Jupiter: Die Rückkehr der Jedi-Ritter von Richard Marquand (Bester Film), Jennifer Beals (Beste Darstellerin), Dustin Hoffman (Bester Darsteller)
- Internationales Filmfestival Karlovy Vary: Lew Tolstoi von Sergei Gerassimow
- Louis-Delluc-Preis: Gefährliche Züge von Richard Dembo
- Nastro d’Argento: Una gita scolastica von Pupi Avati, Fellinis Schiff der Träume von Federico Fellini und Fanny und Alexander von Ingmar Bergman
- National Society of Film Critics Award: Die Nacht von San Lorenzo von Paolo und Vittorio Taviani
- People’s Choice Award: Die Rückkehr der Jedi-Ritter von Richard Marquand (populärster Film), Clint Eastwood und Burt Reynolds (populärster Schauspieler), Meryl Streep (populärste Schauspielerin)
- Polnisches Filmfestival Gdynia: Austeria von Jerzy Kawalerowicz
- Robert: Lieber Vater, ich bin sechzehn (Skønheden og udyret) von Nils Malmros (Bester dänischer Film), Sophies Entscheidung von Alan J. Pakula (Bester ausländischer Film)
- Toronto International Film Festival: Ein Platz im Herzen von Robert Benton (Publikumspreis)
- Writers Guild of America Award: Comeback der Liebe (Bestes Originaldrehbuch, Drama), Der große Frust (Bestes Originaldrehbuch, Komödie), Ruben, Ruben (Bestes adaptiertes Drehbuch, Drama), Zeit der Zärtlichkeit (Bestes adaptiertes Drehbuch, Komödie)
- Young Artist Award: Die Rückkehr der Jedi-Ritter von Richard Marquand (Bester Familienfilm), Mr. Mom von Stan Dragoti (Bester Familienfilm, Komödie), C. Thomas Howell in Die Outsider, Roxana Zal in Table for Five (Beste Darstellerin)

## Geburtstage

### Januar bis März
Januar

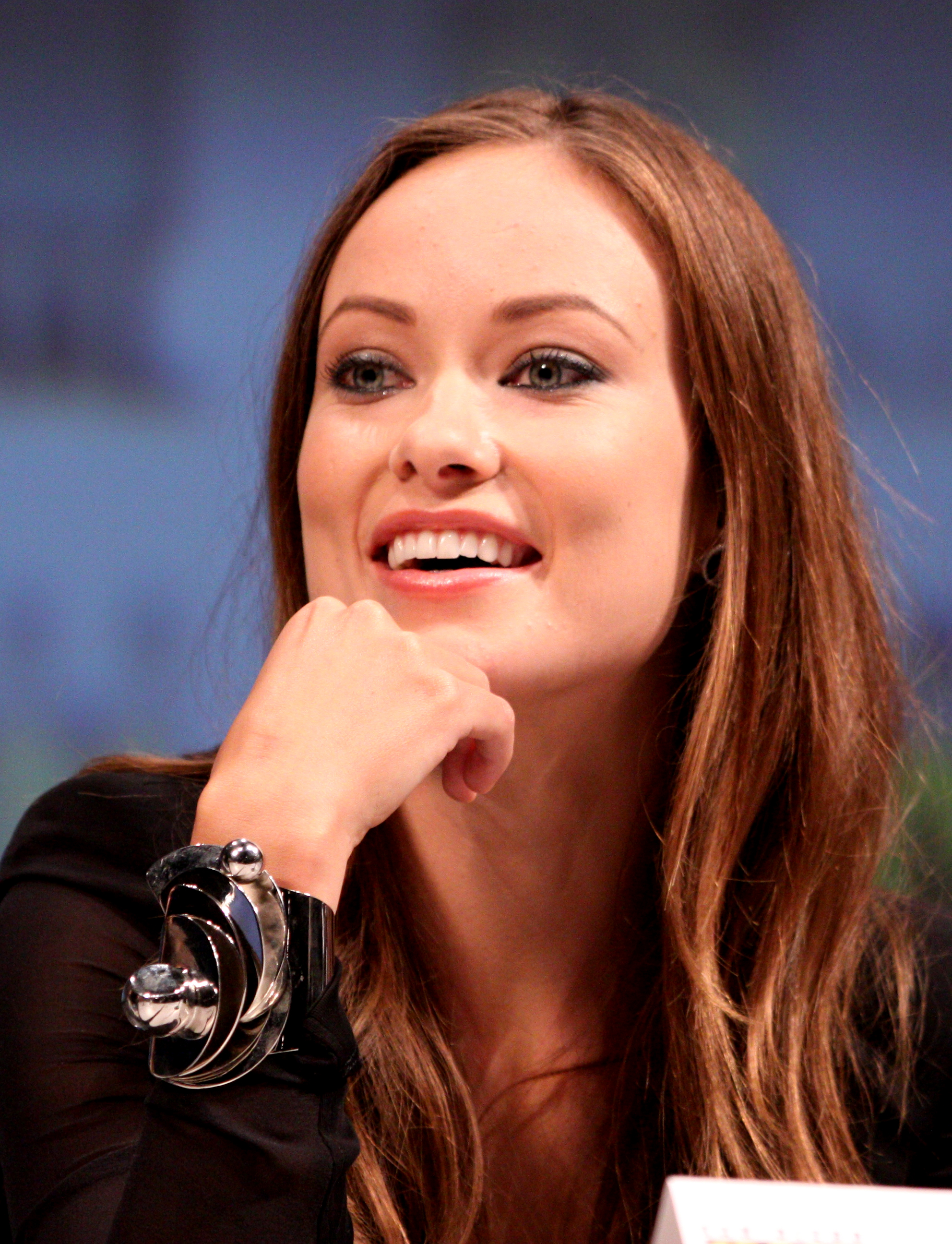
Olivia Wilde (* 10. März)

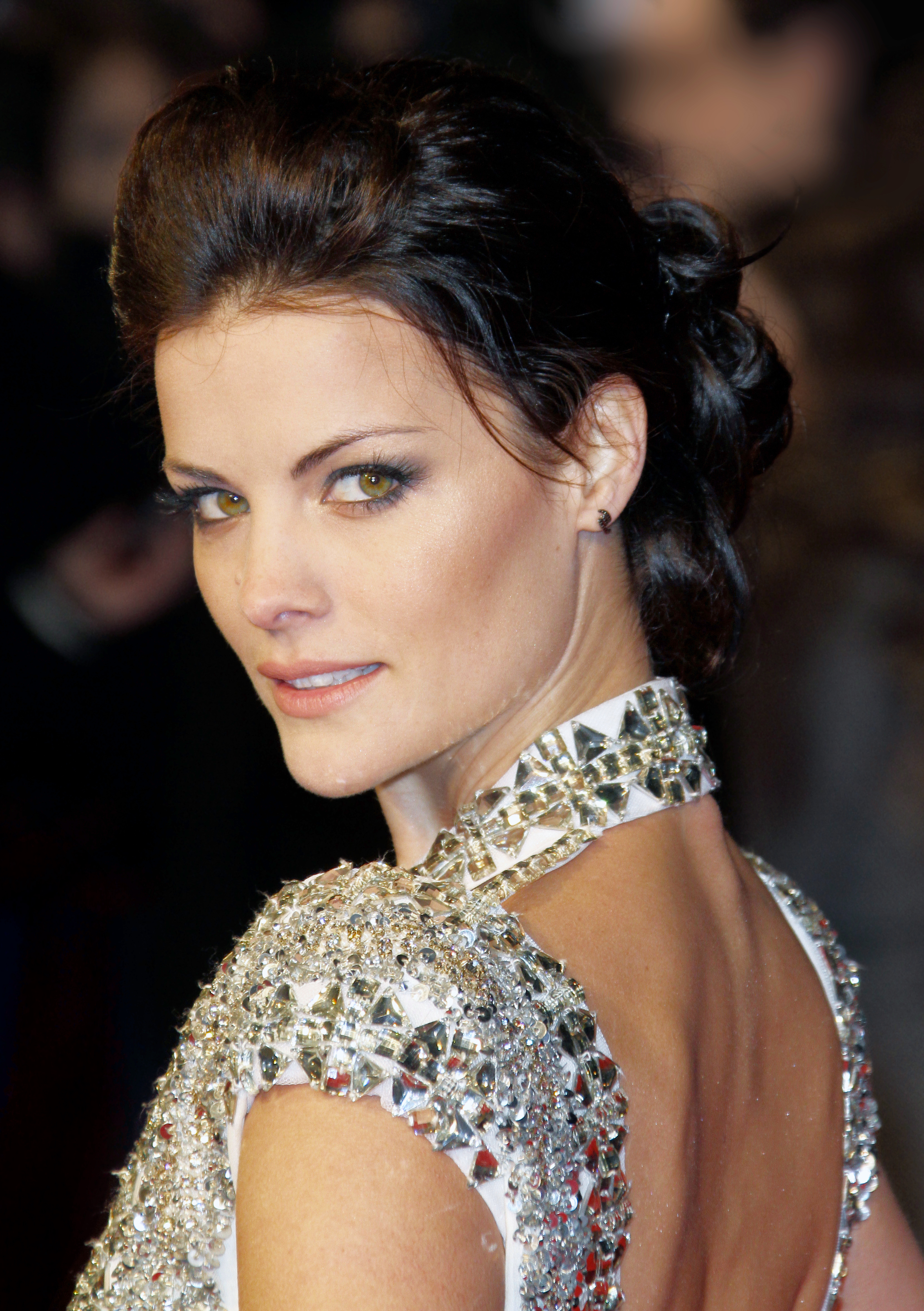
Jaimie Alexander (* 12. März)

- 06. Januar: Kate McKinnon US-amerikanische Schauspielerin und Komikerin
- 07. Januar: Max Riemelt, deutscher Schauspieler
- 12. Januar: Taraneh Alidoosti, iranische Schauspielerin
- 15. Januar: Julia Kaufmann, deutsche Synchronsprecherin
- 20. Januar: Daniel Roesner, deutscher Schauspieler
- 24. Januar: Justin Baldoni, US-amerikanischer Schauspieler, Filmregisseur und -produzent
- 29. Januar: Robert Gwisdek, deutscher Schauspieler

Februar
- 12. Februar: Oona Devi Liebich, deutsche Schauspielerin
- 14. Februar: Matt Barr, US-amerikanischer Schauspieler
- 14. Februar: Stephanie Leonidas, britische Schauspielerin
- 28. Februar: Marleen Lohse, deutsche Schauspielerin

März
- 01. März: Rob Brown, US-amerikanischer Schauspieler
- 08. März: Nora-Jane Noone, irische Schauspielerin
- 10. März: Olivia Wilde, irisch-amerikanische Schauspielerin
- 12. März: Jaimie Alexander, US-amerikanische Schauspielerin
- 20. März: Christy Carlson Romano, US-amerikanische Schauspielerin
- 27. März: Emily Ann Lloyd, US-amerikanische Schauspielerin

### April bis Juni
April

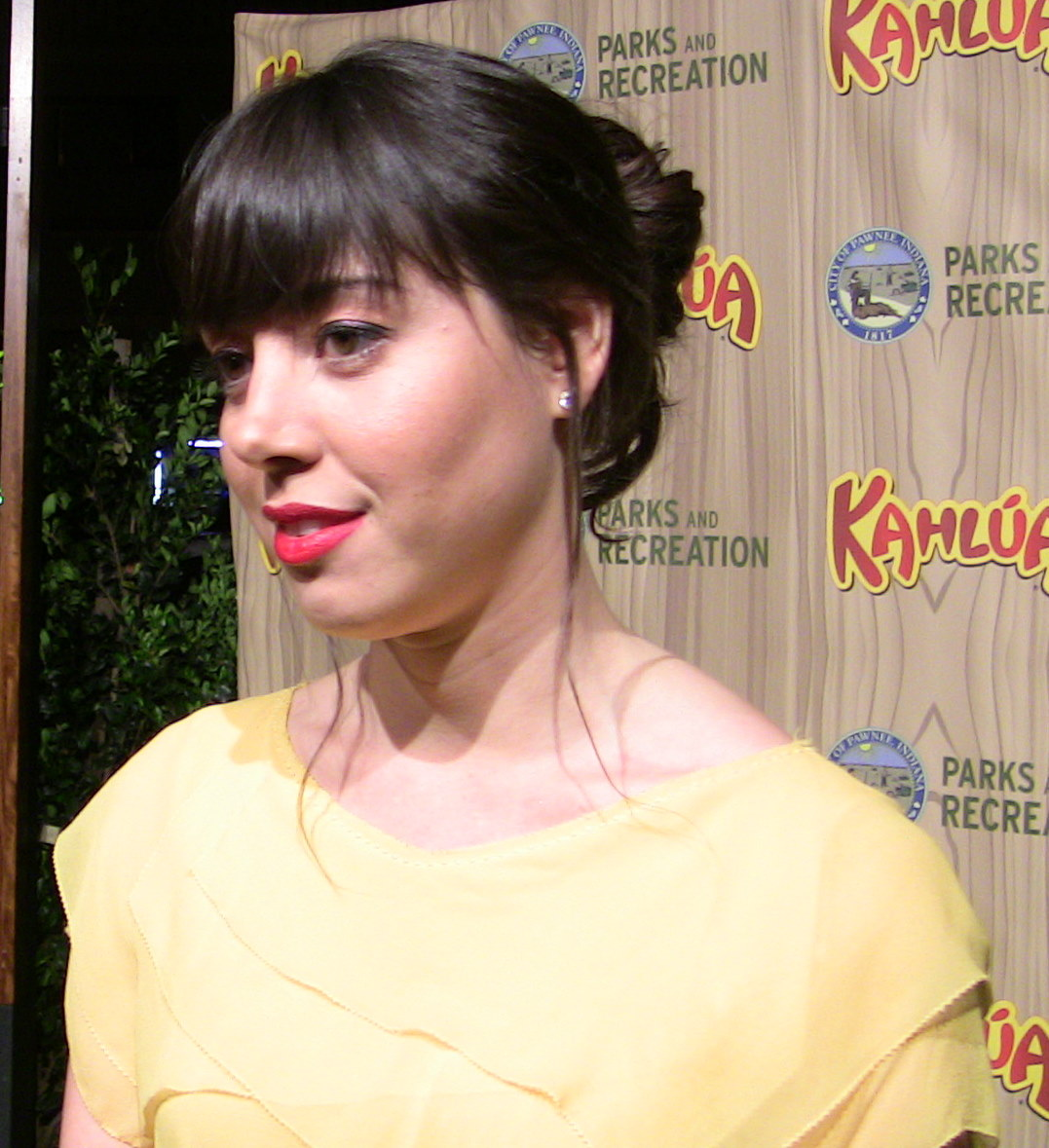
Aubrey Plaza (* 26. Juni)

- 02. April: Ashley Peldon, US-amerikanische Schauspielerin
- 04. April: Anja Stadlober, österreichische Schauspielerin und Synchronsprecherin
- 05. April: Marshall Allman, US-amerikanischer Schauspieler
- 10. April: Cara DeLizia, US-amerikanische Schauspielerin
- 10. April: Natasha Melnick, US-amerikanische Schauspielerin
- 10. April: Mandy Moore, US-amerikanische Pop-Sängerin und Schauspielerin
- 11. April: Kelli Garner, US-amerikanische Schauspielerin
- 16. April: Claire Foy, britische Schauspielerin
- 18. April: America Ferrera, US-amerikanische Schauspielerin
- 25. April: Melonie Diaz, US-amerikanische Schauspielerin

Mai
- 02. Mai: Marie-Luise Schramm, deutsche Schauspielerin und Synchronsprecherin
- 08. Mai: Julia Whelan, US-amerikanische Schauspielerin
- 21. Mai: Marnie Schulenburg, US-amerikanische Theater- und Filmschauspielerin († 2022)
- 22. Mai: Karoline Herfurth, deutsche Schauspielerin
- 23. Mai: Adam Wylie, US-amerikanischer Schauspieler
- 30. Mai: Kostja Ullmann, deutscher Schauspieler

Juni
- 01. Juni: Taylor Handley, US-amerikanischer Schauspieler
- 13. Juni: Phillip Van Dyke, US-amerikanischer Schauspieler
- 19. Juni: Paul Dano, US-amerikanischer Schauspieler
- 26. Juni: Aubrey Plaza, US-amerikanische Komikerin und Schauspielerin

### Juli bis September
Juli

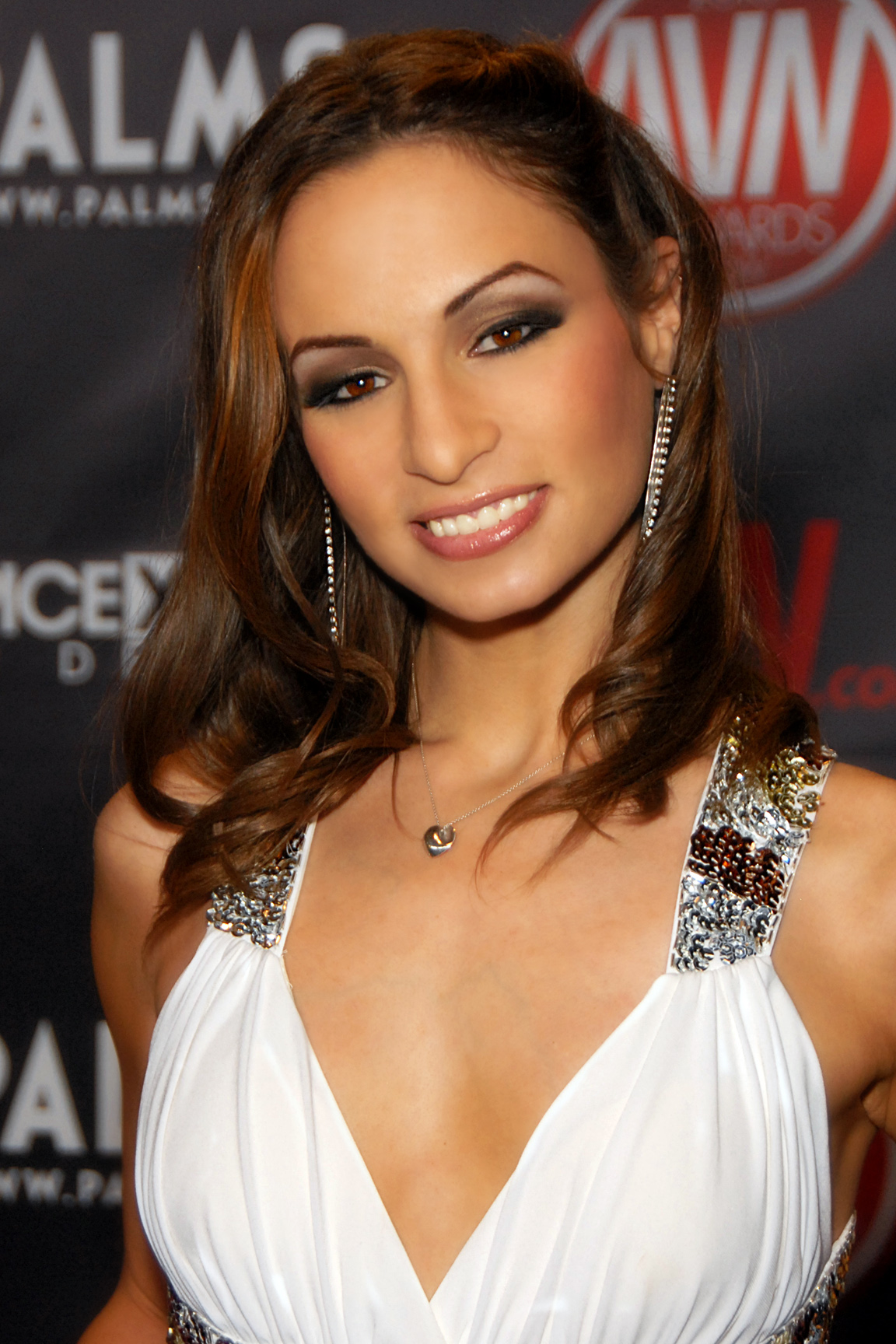
Amber Rayne (* 19. September)

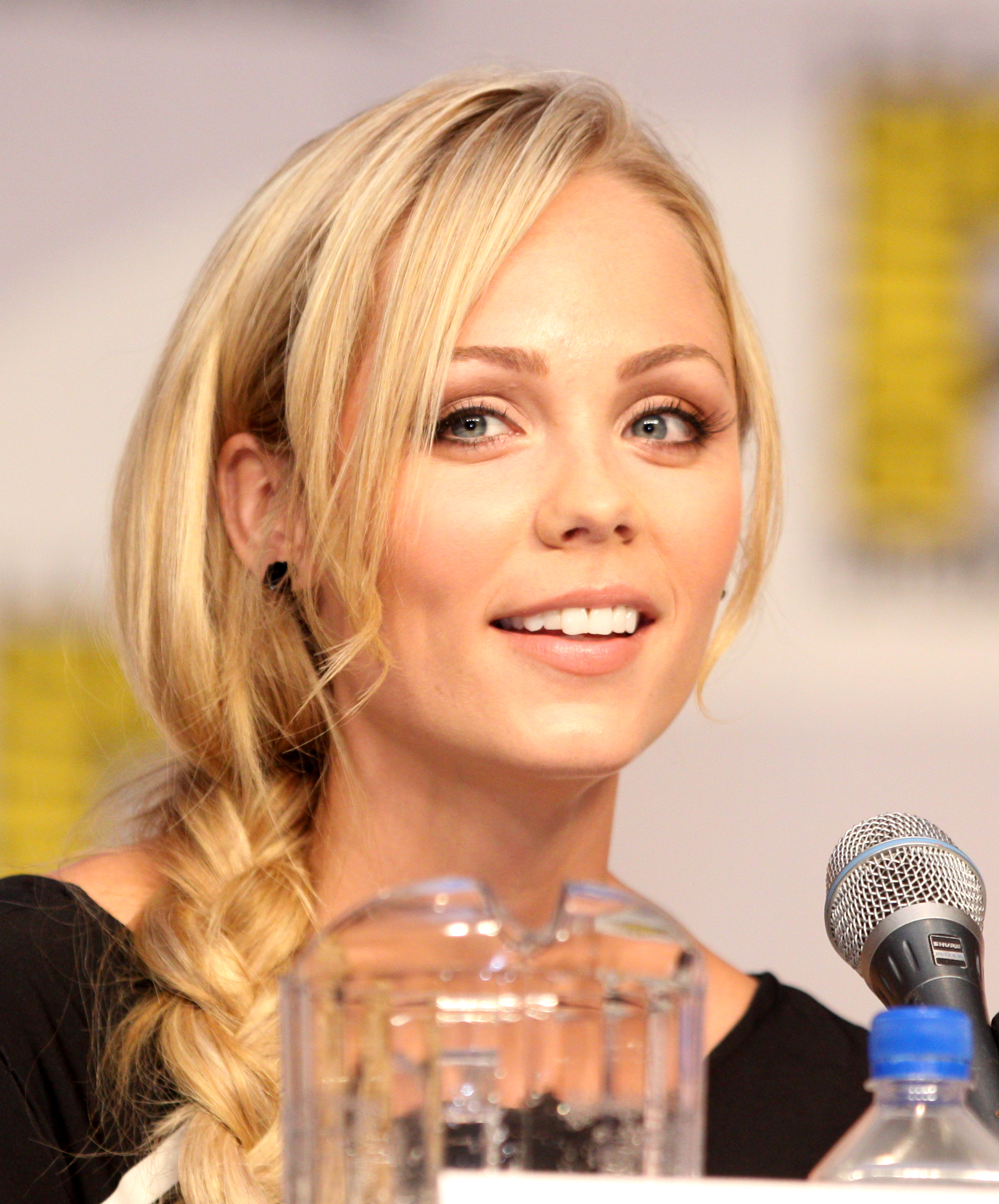
Laura Vandervoort (* 22. September)

- 07. Juli: Stephanie Stumph, deutsche Schauspielerin und Fernsehmoderatorin0
- 08. Juli: Alexis Dziena, US-amerikanische Schauspielerin
- 09. Juli: Hanna R. Hall, US-amerikanische Schauspielerin
- 10. Juli: Aviva Farber, US-amerikanische Schauspielerin
- 11. Juli: Rachael Taylor, australische Schauspielerin und Model
- 19. Juli: Kaitlin Doubleday, US-amerikanische Schauspielerin
- 28. Juli: Manuel Straube, deutscher Synchronsprecher
- 28. Juli: John David Washington, US-amerikanischer Schauspieler und ehemaliger American-Football-Spieler

August
- 03. August: Jon Foster, US-amerikanischer Schauspieler
- 15. August: Quinton Aaron, US-amerikanischer Schauspieler
- 22. August: Katie Stuart, US-amerikanische Schauspielerin
- 28. August: Sarah Roemer, US-amerikanische Schauspielerin
- 31. August: Wolfgang Cerny, österreichischer Schauspieler

September
- 03. September: Garrett Hedlund, US-amerikanischer Schauspieler
- 03. September: Paz de la Huerta, US-amerikanische Schauspielerin
- 07. September: Kate Lang Johnson, US-amerikanische Schauspielerin
- 14. September: Adam Lamberg, US-amerikanischer Schauspieler
- 16. September: Sabrina Bryan, US-amerikanische Schauspielerin
- 19. September: Amber Rayne, US-amerikanische Pornodarstellerin († 2016)
- 19. September: Kevin Zegers, kanadischer Schauspieler
- 22. September: Claudia Eisinger, deutsche Schauspielerin
- 22. September: Laura Vandervoort, kanadische Schauspielerin
- 26. September: Thore Schölermann, deutscher Schauspieler und Fernsehmoderator

### Oktober bis Dezember
Oktober

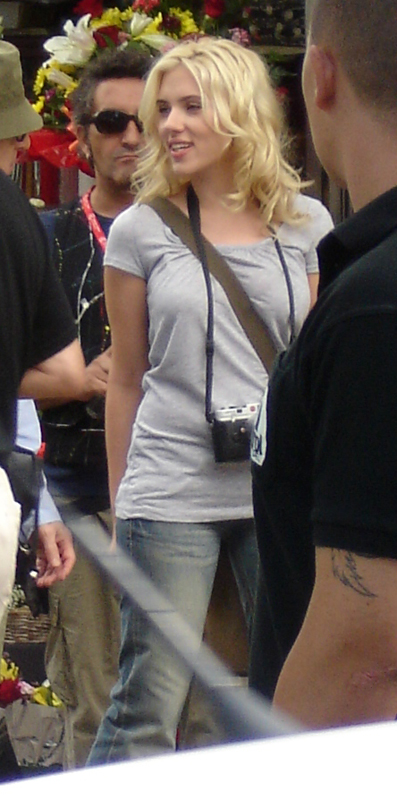
Scarlett Johansson (* 22. November)

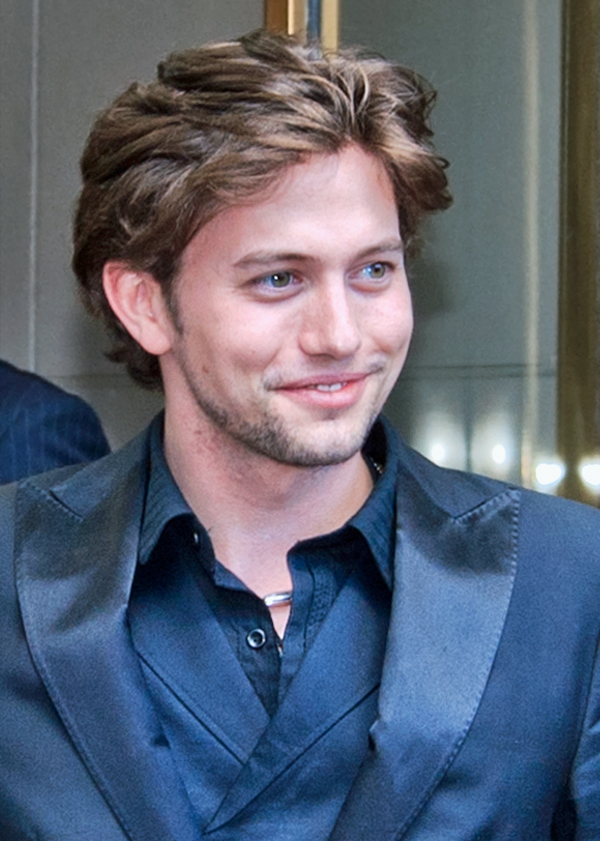
Jackson Rathbone (* 14. Dezember)

- 01. Oktober: Josh Brener, US-amerikanischer Schauspieler
- 03. Oktober: Chris Marquette, US-amerikanischer Schauspieler
- 04. Oktober: Dana Davis, US-amerikanische Schauspielerin
- 10. Oktober: Chiaki Kuriyama, japanische Schauspielerin
- 17. Oktober: Chris Lowell, US-amerikanischer Schauspieler
- 18. Oktober: Freida Pinto, indische Schauspielerin
- 18. Oktober: Jennifer Ulrich, deutsche Schauspielerin
- 23. Oktober: Franziska Arnold, deutsche Schauspielerin
- 24. Oktober: Emily Barclay, britische Schauspielerin
- 27. Oktober: Kelly Osbourne, US-amerikanische Musikerin und Schauspielerin

November
- 02. November: Tamara Hope, kanadische Schauspielerin
- 13. November: Sarah Rose Karr, US-amerikanische Schauspielerin
- 18. November: Sabin Tambrea, deutsch-rumänischer Theater- und Filmschauspieler
- 21. November: Jena Malone, US-amerikanische Schauspielerin
- 22. November: Scarlett Johansson, US-amerikanische Schauspielerin
- 23. November: Lucas Grabeel, US-amerikanischer Schauspieler
- 25. November: Gaspard Ulliel, französischer Schauspieler († 2022)
- 28. November: Mary Elizabeth Winstead, US-amerikanische Schauspielerin

Dezember
- 06. Dezember: Farina Brock, deutsche Schauspielerin und Synchronsprecherin
- 13. Dezember: Jan Krauter, deutscher Schauspieler und Hörspielsprecher
- 14. Dezember: Jackson Rathbone, US-amerikanischer Schauspieler
- 17. Dezember: Shannon Woodward, US-amerikanische Schauspielerin
- 25. Dezember: Hal Scardino, US-amerikanischer Schauspieler
- 26. Dezember: Julia Jelinek, österreichische Schauspielerin
- 26. Dezember: Jennifer Sipes, US-amerikanische Schauspielerin

### Tag unbekannt
- Micaela Bara, deutsche Schauspielerin
- Lisa Bitter, deutsche Schauspielerin
- Franziska Hartmann, deutsche Schauspielerin
- Anne Haug, Schweizer Schauspielerin
- Vivian Ólafsdóttir, isländische Schauspielerin
- Ryan Rottman, US-amerikanischer Schauspieler

## Verstorbene

### Januar bis März

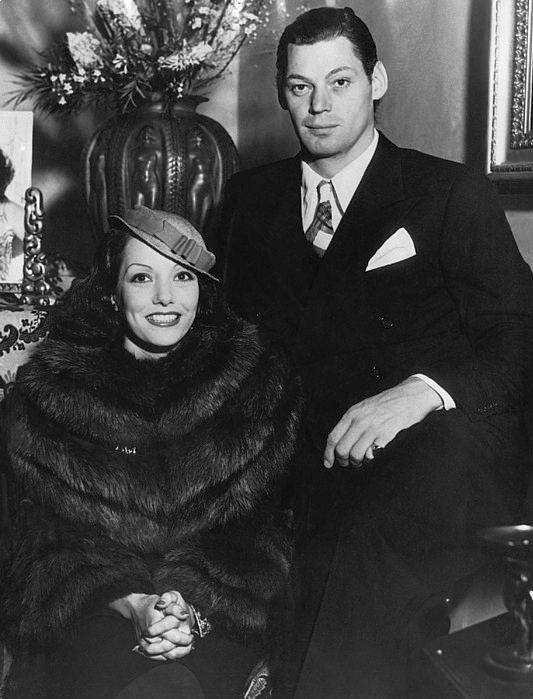
Johnny Weissmüller 1904–1984

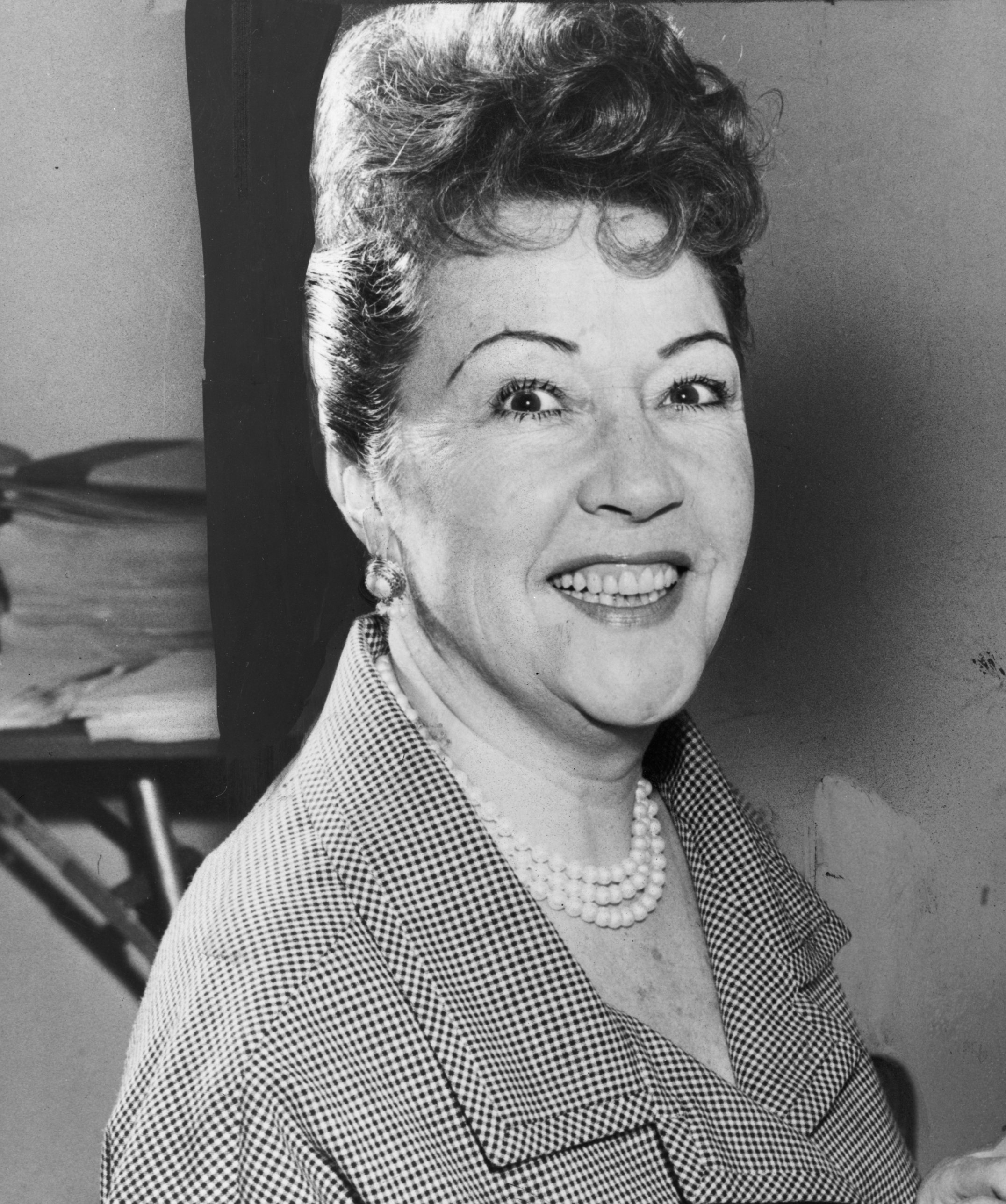
Ethel Merman 1905–1984

- 06. Januar: Ernest Laszlo, ungarisch-amerikanischer Kameramann (* 1898)
- 07. Januar: Walter Forde, britischer Regisseur, Drehbuchautor und Schauspieler (* 1896)
- 17. Januar: George Rigaud, argentinischer Schauspieler (* 1905)
- 19. Januar: Wolfgang Staudte, deutscher Regisseur (* 1906)
- 20. Januar: Johnny Weissmüller, US-amerikanischer Schwimmer und Schauspieler (* 1904)
- 21. Januar: Roger Blin, französischer Schauspieler (* 1907)
- 26. Januar: Leny Marenbach, deutsche Schauspielerin (* 1907)
- 28. Januar: Sohrab Modi, indischer Regisseur (* 1897)
- 29. Januar: Frances Goodrich, US-amerikanische Drehbuchautorin (* 1890)

Februar
- 09. Februar: Arlette Marchal, französische Schauspielerin (* 1902)
- 15. Februar: Ethel Merman, US-amerikanische Schauspielerin (* 1905)
- 23. Februar: Walter Jokisch, deutscher Schauspieler (* 1914)

März
- 01. März: Jackie Coogan, US-amerikanischer Schauspieler (* 1914)
- 04. März: Kurt Nachmann, österreichischer Schauspieler (* 1915)
- 05. März: William Powell, US-amerikanischer Schauspieler (* 1892)
- 06. März: Henry Wilcoxon, britischer Schauspieler (* 1905)
- 19. März: Ivo Veit, deutscher Schauspieler und Kabarettist (* 1910)
- 22. März: Hugo Gottschlich, österreichischer Schauspieler (* 1905)
- 24. März: Sam Jaffe, US-amerikanischer Schauspieler (* 1891)

### April bis Juni

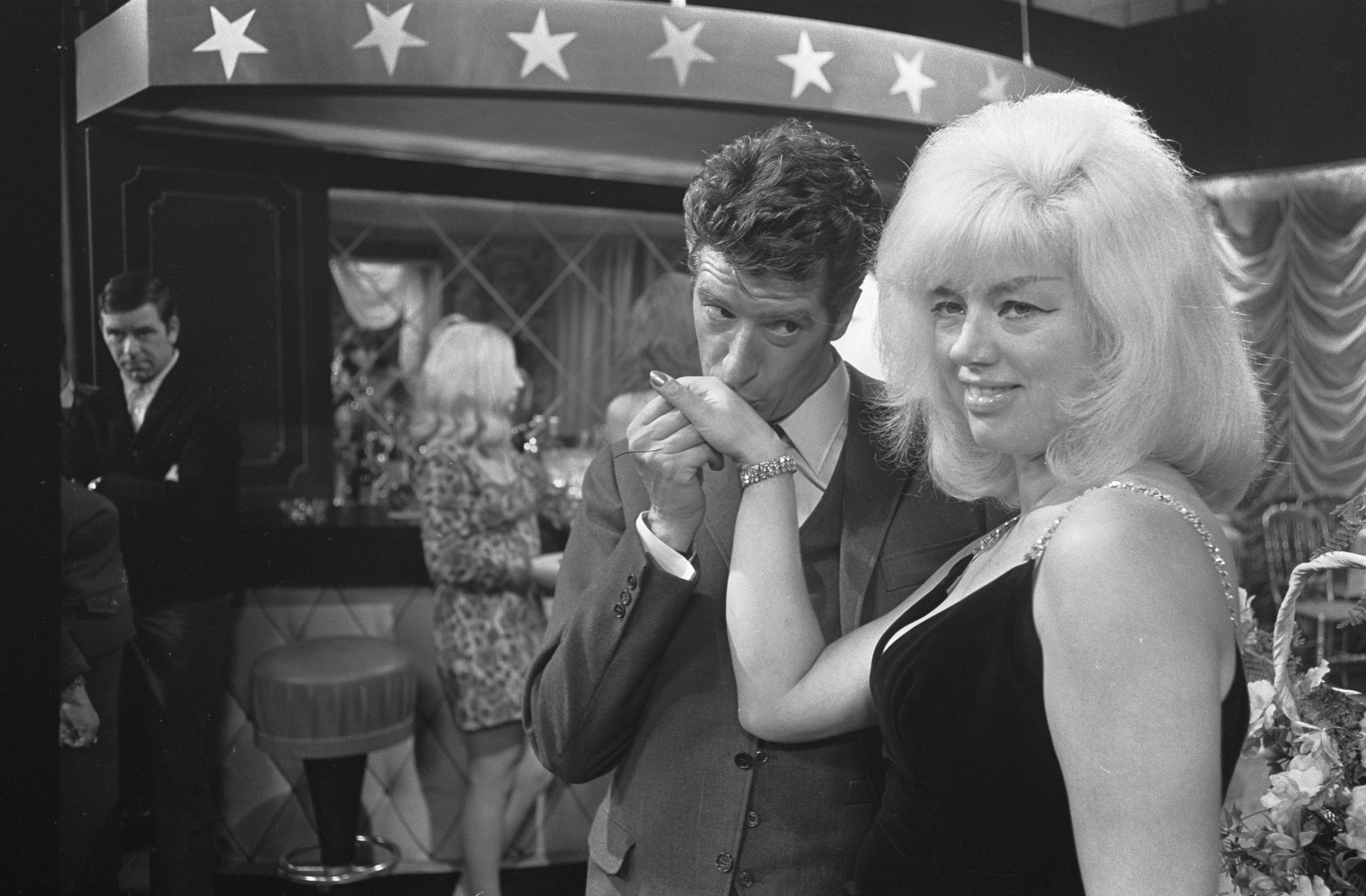
Diana Dors 1931–1984

- 09. April: Paul Ivano, französischer Kameramann (* 1900)
- 15. April: Glen MacWilliams, US-amerikanischer Kameramann (* 1898)
- 16. April: Byron Haskin, US-amerikanischer Regisseur (* 1899)
- 18. April: Leopold Lindtberg, schweizerischer Regisseur (* 1902)
- 26. April: May McAvoy, US-amerikanische Schauspielerin (* 1901)

Mai
- 04. Mai: Diana Dors, britische Schauspielerin (* 1931)
- 10. Mai: Robert Moore, US-amerikanischer Regisseur (* 1927)
- 16. Mai: Andy Kaufman, US-amerikanischer Komiker (* 1949)
- 16. Mai: Irwin Shaw, US-amerikanischer Schriftsteller und Drehbuchautor (* 1913)
- 21. Mai: Andrea Leeds, US-amerikanische Schauspielerin (* 1914)
- 22. Mai: John Marley, US-amerikanischer Schauspieler (* 1907)

Juni
- 20. Juni: Estelle Winwood, britische Schauspielerin (* 1883)
- 22. Juni: Joseph Losey, US-amerikanischer Regisseur (* 1909)
- 24. Juni: William Keighley, US-amerikanischer Regisseur (* 1889)
- 26. Juni: Carl Foreman, US-amerikanischer Produzent und Drehbuchautor (* 1914)
- 29. Juni: Herbert A. E. Böhme, deutscher Schauspieler (* 1897)

### Juli bis September

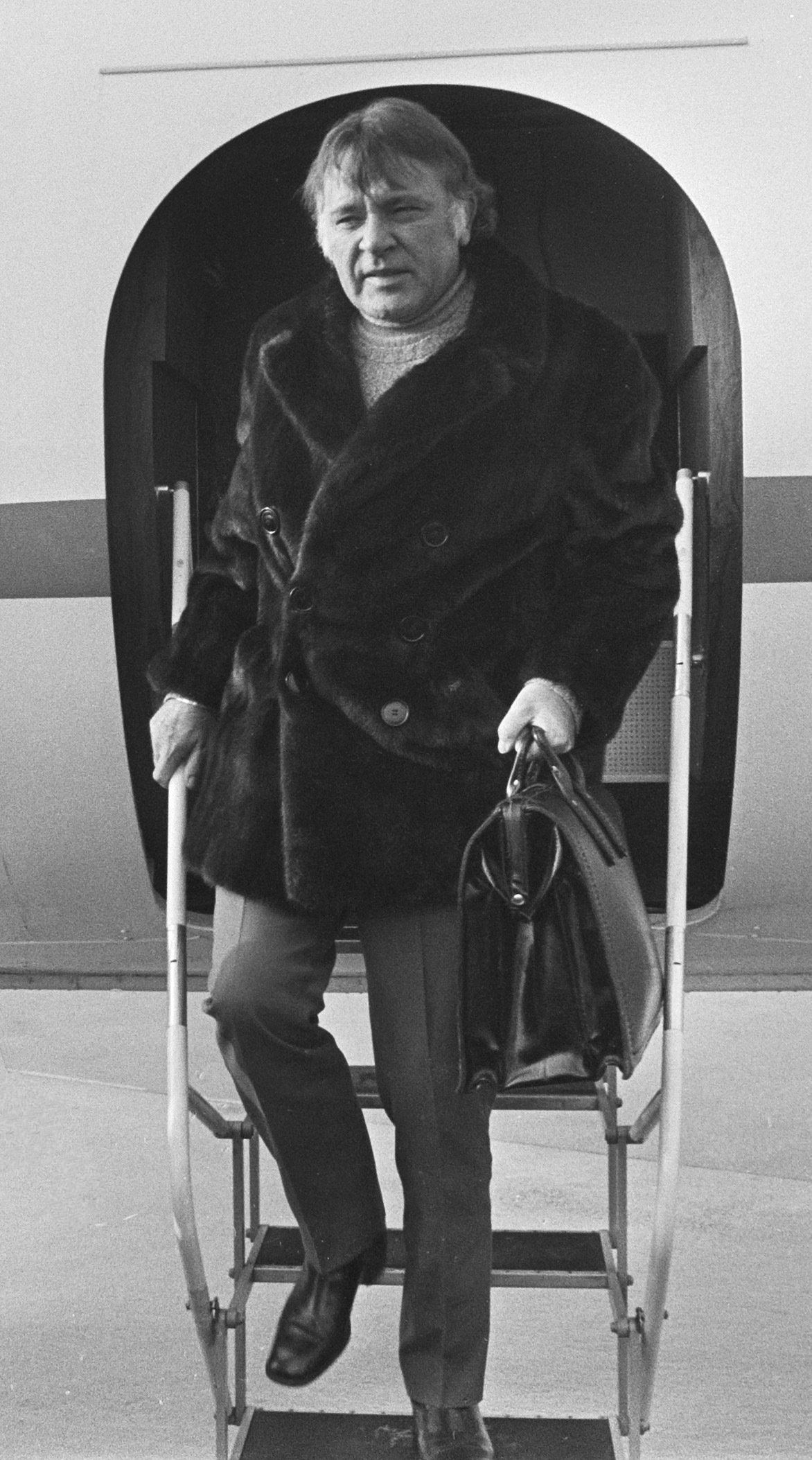
Richard Burton 1925–1984

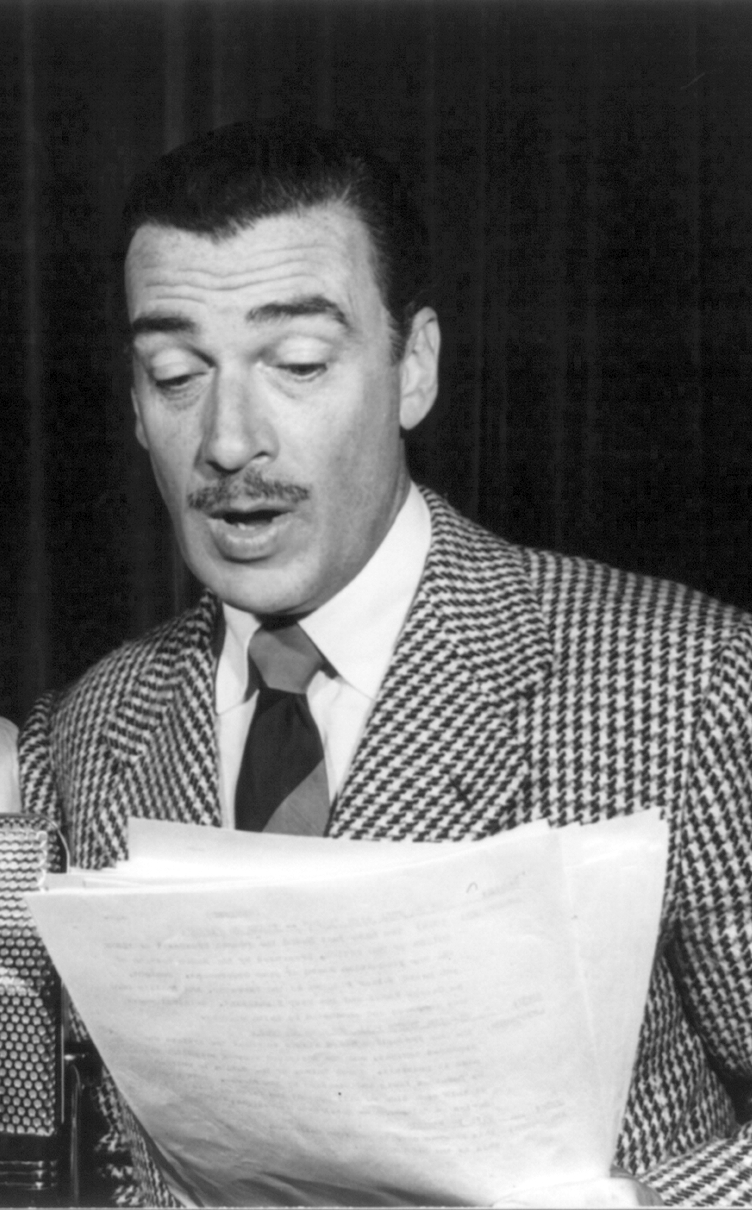
Walter Pidgeon (1897–1984)

- 07. Juli: Flora Robson, britische Schauspielerin (* 1902)
- 14. Juli: Ernest Tidyman, US-amerikanischer Drehbuchautor (* 1928)
- 24. Juli: Richard Angst, schweizerischer Kameramann (* 1905)
- 27. Juli: James Mason, britischer Schauspieler (* 1909)
- 29. Juli: Woodrow Parfrey, US-amerikanischer Schauspieler (* 1922)

August
- 04. August: Mary Miles Minter, US-amerikanische Schauspielerin (* 1902)
- 05. August: Richard Burton, britischer Schauspieler (* 1925)
- 05. August: Hertha Thiele, deutsche Schauspielerin (* 1908)
- 21. August: Wolfgang Schleif, deutscher Regisseur (* 1912)
- 25. August: Truman Capote, US-amerikanischer Schriftsteller (* 1924)
- 26. August: Hans Tügel, deutscher Schauspieler, Regisseur und Autor (* 1894)
- 29. August: Pina Menichelli, italienische Schauspielerin (* 1890)

September
- 09. September: Ina Benita, polnische Schauspielerin (* 1912)
- 09. September: Yılmaz Güney, türkischer Regisseur und Schauspieler (* 1937)
- 14. September: Janet Gaynor, US-amerikanische Schauspielerin (* 1906)
- 17. September: Richard Basehart, US-amerikanischer Schauspieler (* 1919)
- 24. September: Neil Hamilton, US-amerikanischer Schauspieler (* 1899)
- 25. September: Walter Pidgeon, kanadischer Schauspieler (* 1897)

### Oktober bis Dezember

Rudolf Platte (1904–1984)

- 09. Oktober: Heinz von Cleve, deutscher Schauspieler (* 1897)
- 11. Oktober: Gertrud Fridh, schwedische Schauspielerin (* 1921)
- 12. Oktober: Rudolf Beiswanger, deutscher Schauspieler (* 1903)
- 16. Oktober: Peggy Ann Garner, US-amerikanische Schauspielerin (* 1932)
- 18. Oktober: Jon-Erik Hexum, US-amerikanischer Schauspieler (* 1957)
- 21. Oktober: François Truffaut, französischer Regisseur (* 1932)
- 23. Oktober: Oskar Werner, österreichischer Schauspieler (* 1922)
- 25. Oktober: Pascale Ogier, französische Schauspielerin (* 1958)
- 30. Oktober: Wolfgang Heinz, deutscher Schauspieler (* 1900)

November
- 01. November: Norman Krasna, US-amerikanischer Drehbuchautor (* 1909)
- 08. November: Carl Junghans, deutscher Regisseur (* 1897)
- 14. November: Alexander Hegarth, deutscher Schauspieler (* 1921)
- 23. November: Paul Dahlke, deutscher Schauspieler (* 1904)
- 26. November: Flockina von Platen, deutsche Schauspielerin (* 1905)

Dezember
- 08. Dezember: Luther Adler, US-amerikanischer Schauspieler (* 1903)
- 10. Dezember: Georgia Lind, deutsche Schauspielerin (* 1905)
- 13. Dezember: Margaret Livingston, US-amerikanische Schauspielerin (* 1900)
- 18. Dezember: Rudolf Platte, deutscher Schauspieler (* 1904)
- 19. Dezember: Edward Carrere, US-amerikanischer Szenenbildner (* 1906)
- 24. Dezember: Ian Hendry, britischer Schauspieler (* 1931)
- 24. Dezember: Peter Lawford, britischer Schauspieler (* 1923)
- 28. Dezember: Sam Peckinpah, US-amerikanischer Regisseur (* 1925)